# Caloptilia matsumurai
Caloptilia matsumurai là một loài bướm đêm thuộc họ Gracillariidae. Nó được tìm thấy ở Nhật Bản (Honshū).
Sải cánh dài 11.7-13.2 mm. There are two forms, an aestival và an autumnal form, which are distinct in colour-pattern.
Ấu trùng ăn Toxicodendron sylvestre và Toxicodendron trichocarpum. Chúng ăn lá nơi chúng làm tổ.